# Klupsko prvenstvo Hrvatske u odbojci na pijesku za muškarce 2013.
Klupsko prvenstvo Hrvatske u odbojci na pijesku za muškarce za 2013. godinu 
Igrane su: 
- 1. liga – 5 klubova; prvak "Žnjan" iz Splita

## Prva liga
Sudionici
- KOP Erste Zagreb – Zagreb
- KOP Jarun – Zagreb
- HAKOP Mladost – Zagreb
- KOP Vrapče – Zagreb
- KOP Žnjan  – Split

Ljestvica
| mj | klub         | ut | pob | ner | por | set+ | set- | poen+ | poen- | bod |
| -- | ------------ | -- | --- | --- | --- | ---- | ---- | ----- | ----- | --- |
| 1. | Žnjan        | 8  | 7   | 1   | 0   | 15   | 1    |       |       | 15  |
| 2. | Erste Zagreb | 8  | 6   | 0   | 2   | 12   | 4    |       |       | 12  |
| 3. | Jarun        | 8  | 4   | 1   | 3   | 7    | 7    |       |       | 9   |
| 4. | Vrapče       | 8  | 0   | 2   | 6   | 3    | 13   |       |       | 2   |
| 5. | Mladost      | 8  | 0   | 1   | 7   | 1    | 15   |       |       | 1   |

Turniri
- 1. turnir: Zagreb, 6.-7. srpnja 2013.
- 2. turnir: Split, 20.-21. srpnja 2013.

## Vanjske poveznice
- hos-cvf.hr, Odbojka na pijesku
- kop-cakovec.hr  Arhivirana inačica izvorne stranice od 10. studenoga 2024. (Wayback Machine)